# Cremilda Gil
Cremilda Gil (Caldas da Rainha, 23 de fevereiro de 1927 — Évora, 7 de fevereiro de 2019) foi uma atriz portuguesa.

## Biografia
Nascida nas Caldas da Rainha, a sua ligação ao teatro começou como atriz no Conjunto Cénico Caldense, nas Caldas da Rainha.
Estreou-se como atriz profissional em 1959, no Teatro Nacional D. Maria II na peça "Diálogos das Carmelitas".
Em 1961, estreia-se no cinema com o filme "Raça", de Augusto Fraga.
Passa por várias companhias teatrais como o Teatro Estúdio de Lisboa ou Teatro Ádóque.
Tem um vasto currículo no teatro, na televisão e no cinema.  Destaca-se o filme Cruz de Ferro (1967), onde protagonizou a personagem feminina principal.
Na televisão fez teleteatro; séries; telefilmes e telenovelas. Participou na primeira telenovela portuguesa Vila Faia.
Viveu no Alentejo, onde já integrou a Companhia de Teatro da Terra. Além disso, era produtora de vinho.
Estava afastada da televisão desde 2012, após fazer o telefilme da RTP, Entre as Mulheres.
Morreu a 7 de fevereiro de 2019, em Évora .

## Televisão
| Ano       | Projeto                                     | Personagem            | Canal | Notas      |
| --------- | ------------------------------------------- | --------------------- | ----- | ---------- |
| 1962      | Madame Sans-Gêne                            |                       | RTP   | Teleteatro |
| 1962      | Eva e Madalena                              |                       | RTP   | Teleteatro |
| 1964      | Recompensa                                  |                       | RTP   | Teleteatro |
| 1965      | Histórias Simples da Gente Cá do Meu Bairro |                       | RTP   | Série      |
| 1965      | Sinfonia Incompleta                         |                       | RTP   | Teleteatro |
| 1966      | Um Caso de Vida ou de Morte                 |                       | RTP   | Teleteatro |
| 1966      | Poeira nos Olhos                            |                       | RTP   | Teleteatro |
| 1966      | O Armeiro                                   |                       | RTP   | Teleteatro |
| 1967      | Um Escrito na Janela                        |                       | RTP   | Teleteatro |
| 1967      | Gente Nova                                  |                       | RTP   | Série      |
| 1969      | As Primeiras Cerejas do Ano                 |                       | RTP   | Teleteatro |
| 1969      | A Torre e o Galinheiro                      | Flávia                | RTP   | Teleteatro |
| 1972      | O Rei Está a Morrer                         | Julieta               | RTP   | Teleteatro |
| 1975      | Lisboa 72-74                                |                       | RTP   | Teleteatro |
| 1977      | O Escritório                                |                       | RTP   | Teleteatro |
| 1979      | O Encontro                                  | Carolina              | RTP   | Telefilme  |
| 1980      | Retalhos da Vida de um Médico               | Ana Martins           | RTP   | Série      |
| 1981      | Uma Cidade Como a Nossa                     | Tia                   | RTP   |            |
| 1981      | Sabadabadu                                  |                       | RTP   |            |
| 1982      | Terra Firme                                 |                       | RTP   | Teleteatro |
| 1982      | Vila Faia                                   | Rosa                  | RTP   | Telenovela |
| 1983      | Origens                                     | Justina               | RTP   | Telenovela |
| 1984      | A Festa Continua                            |                       | RTP   |            |
| 1987      | A Relíquia                                  | Vicência              | RTP   | Mini-Série |
| 1990      | A Morgadinha dos Canaviais                  | D. Catarina           | RTP   | Mini-Série |
| 1990      | Alentejo Sem Lei                            | Antónia               | RTP   | Mini-Série |
| 1991      | O Mandarim                                  | Criada                | RTP   |            |
| 1992/1993 | Cinzas                                      | Ti Gracinda           | RTP   | Telenovela |
| 1993/1994 | Verão Quente                                | Aida Fonseca          | RTP   | Telenovela |
| 1994/1995 | Desculpem Qualquer Coisinha                 | Natércia/Augusta      | RTP   | Série      |
| 1995      | Desencontros                                | Testemunha do Assalto | RTP   |            |
| 1996/1997 | Vidas de Sal                                | Júlia                 | RTP   | Telenovela |
| 1997      | As Aventuras do Camilo                      | Criada                | SIC   |            |
| 1998      | Camilo na Prisão                            |                       | SIC   |            |
| 1999      | Médico de Família                           |                       | SIC   |            |
| 1999      | Todo o Tempo do Mundo                       |                       | TVI   |            |
| 1999      | A Loja do Camilo                            | Dona Mariquinhas      | SIC   |            |
| 1999/2000 | A Lenda da Garça                            | Dadá Matos            | RTP   | Telenovela |
| 2000      | Aniversário                                 | Florinda              | SIC   | Telefilme  |
| 2001      | Olhos de Água                               | Angelina Serra        | TVI   | Telenovela |
| 2002      | Bons Vizinhos                               | Aurora Carvalho       | TVI   | Série      |
| 2002      | Um Estranho em Casa                         | Adelina               | RTP   | Série      |
| 2003/2004 | Queridas Feras                              | Hipólita              | TVI   | Telenovela |
| 2005      | Inspector Max                               | Maria das Dores       | TVI   |            |
| 2005      | Ana e os Sete                               | Madre                 | TVI   |            |
| 2005      | João Semana                                 | Joaquina              | RTP   | Série      |
| 2006      | Camilo em Sarilhos                          |                       | SIC   |            |
| 2009      | Olhos nos Olhos                             | Madre                 | TVI   |            |
| 2009      | Deixa Que Te Leve                           | Lurdes                | TVI   |            |
| 2012      | Entre as Mulheres                           | Vitória Zuzarte       | RTP   | Telefilme  |

## Teatro
- 1959 - "Diálogos das Carmelitas" - Teatro Nacional D. Maria II[4]
- 1960 - "A Visita da Velha Senhora" - Teatro Nacional D. Maria II[5]
- 1960 - "Entre Giestas" - Teatro Nacional D. Maria II
- 1961 - "D. Henrique de Portugal" - Teatro Nacional D. Maria II[6]
- 1961 - "Madame Sans-Gêne" - Teatro Nacional D. Maria II[7]
- 1962 - "O Anjo Rebelde" - Teatro Nacional D. Maria II[8][9]
- 1962 - "Eva e Madalena" - Teatro Nacional D. Maria II[10]
- 1963 - "O Dia Seguinte" - Teatro Nacional D. Maria II[11]
- 1963 - "Tartufo" - Teatro Nacional D. Maria II[12]
- 1964 - "A Verdade é Só uma - Teatro Variedades
- 1965 - "Sinhá Eufémia" - Teatro Villaret[13]
- 1966 - "Um Príncipe do Meu Bairro" - Teatro Avenida
- 1967 - "António Marinheiro" - Teatro Villaret
- 1967 - "A Promessa" - Teatro Monumental[14]
- 1967 - "Pimpinela" - Teatro Monumental[15]
- 1968 - "A Torre e o Galinheiro" - Teatro da Trindade
- 1969 - "Tombo no Inferno" - Teatro Maria Matos[16]
- 1971 - "Um Sonho" - Teatro Estúdio de Lisboa
- 1972 - "A Outra Morte de Inês" - Teatro Estúdio de Lisboa
- 1972 - "Testemunho Inadmissível" - Teatro Estúdio de Lisboa
- 1973 - "Cândido" - Teatro Estúdio de Lisboa
- 1973 - "Fábula do Amor e as Velhas" - Teatro Estúdio de Lisboa
- 1974 - "O Mar" - Teatro Estúdio de Lisboa
- 1974 - "Lisboa 72-74" - Teatro Estúdio de Lisboa
- 1975 - "Trapos e Rendas" - Teatro Estúdio de Lisboa
- 1976 - "Fashen" - Teatro Estúdio de Lisboa
- 1976 - "O Escritório" - Teatro Estúdio de Lisboa
- 1978 - "Tema e Variações" - Teatro Estúdio de Lisboa
- 1978 - "O Pecado do Saiote" - Teatro Estúdio de Lisboa
- 1979 - "Quando a Banda Tocar" - Teatro Estúdio de Lisboa
- 1982 - "Tá Entregue à Bicharada" - Teatro Ádóque[17]
- 1987 - "A Estalajadeira"
- 1988 - "O Príncipe Perfeito" - Teatro da Malaposta
- 1989 - "O Render dos Heróis" - Teatro da Malaposta
- 1990 - "A Ilha do Rei Sono" [18]
- 1990 - "A Floresta" - Teatro da Malaposta
- 1991 - "Ele Há Coisas do Diabo" - Teatro da Malaposta
- 2009 - "A Casa de Bernarda Alba" - Teatro da Terra
- 2010 - "A Maluquinha de Arroios" - Teatro da Terra

## Cinema
- Raça (1961)
- Domingo à Tarde (1966)
- Cruz de Ferro (1967);
- Um Adeus Português (1986)
- A Divina Comédia (1991)
- Aqui na Terra (1993)